# ميكاه وليامز
ميكاه وليامز (بالإنجليزية: Micah Williams)‏ هو رسام أمريكي، ولد في 1782، وتوفي في 1837.